# Moyoko Anno
Moyoko Anno (安野 モヨコ, Anno Moyoko, あんのもよこ) ou Moyoco Anno est une mangaka et écrivaine japonaise née le 26 mars 1971 à Suginami, dans la préfecture de Tokyo au Japon.
Elle est spécialisée dans la mode, qui est un sujet récurrent dans ses œuvres. Elle est aussi essayiste.

## Biographie
Moyoco Anno née le 26 mars 1971 à Suginami, dans la banlieue de Tokyo. Depuis ses dix ans, elle souhaite devenir mangaka. Elle sort diplômée du lycée privée Shōtoku Gakuen à Musashino.
Elle fait ses débuts de mangaka en 1989 avec Mattaku ikashita yatsuradaze!, paru dans le magazine Shôjo friend DX Juliette (Bessatsu Friend Juliet). Elle travaille ensuite comme assistante de Kyōko Okazaki jusqu'à son accident de voiture en 1996. En 1992, elle sort Trumps!, mais la série n'a pas eu de succès.
Elle écrit principalement des josei manga (女性漫画, litt. « manga féminin ») très populaires auprès des femmes. Elle travaille autour de la psychologie de la femme amoureuse et à définir ce qui est cool en ayant toujours le souci de la romance. Son style graphique est assez brut mais artistique. Elle réalise également des travaux sur d'autres sujets pour des journaux, sur des célébrités japonaises notamment.
Grâce au franc succès de Chocola et Vanilla, qu'elle a commencé en 2003, l'auteure reçoit le Prix du manga catégorie kodomo (enfant) de la part de son éditeur Kōdansha en 2005, aux côtés de George Asakura, Risa Itō, Norifusa Mita (en) et Masahito Soda (en). La série comptabilise pour les 6 premiers tomes 1,2 million d'exemplaires vendus.
En 2004, elle commence la série Hataraki Man dans le magazine Morning. En 2006, la série dépasse les 1 million d'exemplaires vendus. À partir de 2008, celle-ci est mise en pause. La série en est à 4 millions d'exemplaires vendus.
Plusieurs de ses œuvres ont été adaptés sur divers médias comme Happy Mania en drama en 1998, Chocola et Vanilla en anime en 2005, Sakuran en film en 2006, Hataraki Man en drama en 2007 et en anime en 2010.
Cependant entre 2008 et 2011, elle met son activité en pause, et déménage à Kamakura. L'auteure précise plus tard dans une interview qu'elle était stressée, déprimée et qu'elle ne pouvait plus suivre physiquement le rythme de parution. Ochibi-san est le seul manga qu'elle continue à partir de 2009. Durant cette période, elle fait quelques interviews, comme en 2008 et 2012 avec Shunsuke Kimura (ja), en 2009 avec Mika Ninagawa ou en 2010 avec Takeshi Yoro (ja) où ils parlent de leur chat,,.
En juillet 2011, elle revient pour les 20 ans du magazine Feel Young,. Et à partir de 2011, des expositions pour la sortie des tomes d'Ochibi-san se tiennent dans plusieurs villes comme par exemple à Kamakura en août 2011, à Osaka en février 2012, à Tokyo en mars 2012, à Hakata en juin 2012, de nouveau Osaka en janvier 2014, Kamakura en juillet 2014, Tokyo en août 2014,,,,,,.
Depuis avril 2012, la mangaka est devenue très active sur les réseaux sociaux après la création de comptes tels que Facebook et Twitter, et en novembre 2014 un compte Instagram. Elle y publie des informations sur ses séries, des illustrations et sa vie.
Le 06 avril 2012, le nom "Moyocoanno" est choisi pour la dénomination d'un astéroïde. Ce nom a été proposé par Yasuhide Fujita de l'observatoire Kumakogen, un ami de lycée de Hideaki Anno. Elle est la première mangaka ayant un astéroïde à son nom.
En décembre 2012, elle est conférencière à Tokyo, pour expliquer les étapes de production de sa série Ochibi-san. 
En août 2013 sort le volume relié de Buffalo Girls qui a débuté en 1999.
En novembre 2013, elle commence Bikachou Shinshi Kaikoroku, une série où l'on suit la vie d'une prostitué dans le Paris du début du XXe siècle, dans le Feel Young. En mars 2018, le dernier chapitre est prépublié. Deux ans après, en mars 2020, elle reçoit le Prix Excellence lors du 23e Prix Japan Media Arts Festival dans la catégorie manga. Puis en octobre 2020, sa série est choisie pour être la première adaptation d'un manga en comédie musicale par Broadway.
En août 2014, elle ouvre un compte Youtube où diverses vidéos sont publiées. 
En novembre 2014, elle participe avec Erika Sakurazawa et Maho Shimao (ja) à une conférence sur Kyoko Okazaki, avant l'exposition de janvier 2015.
Ses travaux se sont aussi retrouvés dans deux expositions, l'une ayant pour thème les sorcières aux côtés de d'autres mangakas comme Hiro Mashima, Miki Yoshikawa, Wataru Watanabe, Ryu Mizunagi, et l'autre exposition nommée Japan Women's Expo - Japan Girls Expo 2015, avec notamment des illustrations de Chocola et Vanilla ayant 20 ans,.
En 2015, elle se lance dans le stylisme avec la vente de sous-vêtements, puis en 2020 dans la vente en ligne de kimonos et d'accessoires de kimono,. En septembre 2021, grâce à sa collaboration avec la marque de kimono Yamato, la vente a pu se faire dans une boutique physique à Tokyo.
Depuis 2016, la marque Sugar Sugar Rune a débuté, avec la mise en vente d'un collier en collaboration avec la marque Naturali Jewelry. Et en 2021-2022, elle s'est intéressée à la vente de vernis à ongles ayant comme effigies Chocola et Vanilla,.
En septembre 2016, l'exposition Moyoco Anno STRIP! PORTFOLIO 1996-2016 présente différentes illustrations de Moyoco Anno, ainsi que la suite de Sakuran inédite,. Après le musée Parco à Ikebukuro (Tokyo), elle s'est tenue à Fukuoka avec une séance de dédicaces et un talk-show.
En 2017, Moyoco Anno publie un chapitre spécial de Happy Mania dans le Feel Young. Puis en 2019, l'auteure fait la suite de Happy Mania, intitulée Go Happy Mania toujours dans le même magazine. En 2020, les ventes globales des deux séries, Happy Mania et Go Happy Mania, s'élèvent à 3,3 millions d'exemplaires.
En avril 2020 devait se tenir l'exposition ANNORMAL pour ses 30 ans de carrière, mais avec les restrictions sanitaires liées au covid-19, celle-ci s'est finalement tenue en octobre 2020 au musée de la littérature de Sendai, puis à Hokkaido en décembre 2020,,. La reprise a ensuite eu lieu en janvier 2022 à Kanazawa.
Depuis 2020, elle est le jury pour le Prix Afternoon Four Seasons d'automne (Kodansha), qui est un concours récompensant de nouveaux mangakas,.
En 2021, pour les 30 ans du Feel Young, elle fait une table ronde avec Akira Yoshida l'ancien rédacteur en chef de Feel Young qui a lancé Happy Mania et Ai Kobayashi, le rédacteur en chef qui a lancé Go Happy Mania. Puis le 17 avril 2022, elle fait une nouvelle table ronde avec deux autres mangakas, Tomoko Ninomiya et Risa Ito, où elles ont discuté de leur travail, de leur âge et de leur vie maritale dans l'émission Bokura no Jidai diffusée sur Fuji TV,.
En juin 2022, l'exposition Les designs de Moyoco présentant différents kimonos dessinés par Moyoco Anno, s'est tenue à Shimo-Kitazawa.
L'auteure utilise des Copic pour ses illustrations couleurs. Cependant, durant la sérialisation d'Ochibi-san, elle a utilisé les méthodes du pochoir et de l'aquarelle.
Concernant ses voyages à l'étranger, pour se changer les idées, il lui arrivait d'aller à Hong-Kong ou en Australie. En octobre 2012, elle est allée aux États-Unis pour la New-York Comic Con, et en mai 2014 au Canada pour le Toronto Comic Arts Festival (en),.
Ses influences sont nombreuses, mais lors d'interviews l'auteure a cité Osamu Tezuka et Kyoko Okazaki,. Elle aime le manga Marc et Marie de Waki Yamato.
Dans une interview pour le NewsPicks Brand Magazine datant de 2020, l'auteure précise qu'elle fait un peu de sport pour se maintenir en forme.
En France, sa première série éditée est Happy Mania en 2005 chez Pika. Puis d'autres de ses séries sont sorties comme In the clothes named fat en 2006 chez Kana, Plaire à tout prix en 2007 chez Pika, Chocola et Vanilla chez Kurokawa en 2007, et Sakuran en 2010 chez Pika.
Happy Mania est le premier josei publié aux États-Unis en 2003.

### Vie privée
Elle utilise également les idéogrammes 安野 百葉子 pour son nom.
Elle a une petite sœur, et son oncle est le mangaka Kō Kojima (en),.
Elle est mariée au réalisateur Hideaki Anno depuis le 26 mars 2002. Ils ont tous les deux collaborés pour différents projets au fur et à mesure des années. Par exemple, en 2004, Moyoco Anno a été character designer pour le film Cutie Honey réalisé par Hideaki Anno, il en va de même pour le film d'animation Evangelion: 3.0+1.0: Thrice Upon A Time sorti en 2021 où elle a aussi été character designer. En 2005, Hideaki Anno est venu lors de la cérémonie de remise des prix du 29e Prix Kodansha. Cette même année, elle publie la série Kantoku Fuyuki Todoki, qui raconte leur quotidien. En 2014, ils font partie de l'organisation du 27e Festival international du film de Tokyo, à Roppongi (Tokyo) où de nombreux projets de Hideaki Anno sont projetés. De plus, Kantoku Fuyuki Todoki est adapté en animé par le studio Deen, et lors de sa sortie Moyoco Anno a fait une séance d'autographes. En 2015, les séries Bikachou Shinshi Kaikoroku et The Diary of Ochibi sont adaptées en animé par le studio Khara. En 2016, sa série Yoiko no Rekishi Anime: Ôki na Kabu, expliquant les différentes étapes de création du studio Khara en 2006 et les étapes de création des films Evangelion, est adapté par le studio Khara. Et en mars 2020, Moyoco Anno précise que son mari l'a soutenu durant sa dépression et lorsqu'elle était physiquement affaiblie.

## Œuvres

### Mangas
- 1989 :
  - Mattaku ikashita yatsura daze! (まったくイカしたやつらだぜ!?), prépublié dans le Shôjo friend DX Juliette (Bessatsu Friend Juliet) (Kodansha)
- 1994 :
  - Chou Kanden shoujo Mona (超感電少女モナ?) ; 1 volume publié chez Kodansha[BU 1]
  - Trumps !, prépublié dans le magazine Bessatsu Friend ; 2 volumes publiés chez Kodansha[BU 2]
- 1995 :
  - Peek a Boo ! ; publié chez Kodansha[BU 3]
  - Happy Mania (ハッピー・マニア, Happī mania?), prépublié dans le magazine Feel Young ; 11 volumes publiés chez Shodensha[BU 4]
- 1997 :
  - Shibō to iu nano Fuku wo Kite (脂肪と言う名の服を着て?, en anglais In Clothes Called Fat), prépublié dans le magazine Shuukan Josei ; 1 volume publié chez Shufu to Seikatsusha, puis chez Shodensha en 2002[BU 5]
  - Jerry in the Merry-Go-Round (ジェリーインザメリィゴーラウンド, Jerī in za meryi gō raundo?), prépublié dans le magazine CUTiE ; 3 volumes publiés chez Takarajimasha[BU 6]
  - Angelic House (エンジェリック・ハウス, Enjerikku hausu?), prépublié dans le magazine Amie ; 1 volume publié chez Kodansha[BU 7]
  - Patrol QT (パトロールQT?), prépublié dans le magazine Shoujo Friend ; 1 volume publié chez Kodansha[BU 8]
- 1998 :
  - Chasing Amy ; 01 volume publié chez Aoyama
  - Love♥Master X (ラブ♥マスターX, Rabu ♥ masutā X?), prépublié dans le magazine Cutie Comic ; 3 volumes publiés chez Takarajimasha puis 2 chez Kodansha en 2007[BU 9]
- 1999 :
  - Chameleon Army (カメレオン・アーミー, Kamereon āmī?), prépublié dans le magazine Feel Young ; 1 volume publié chez Shodensha[BU 10]
  - Jelly Beans (ジェリービーンズ, Jerī bīnzu?), prépublié dans le magazine CUTiE ; 5 volumes publiés chez Takarajimasha puis chez Kodansha en 2005[BU 11]
- 2000 :
  - Plaire à tout prix (花とみつばち, Hana to Mitsubachi?), prépublié dans le magazine Young Magazine ; 7 volumes publiés chez Kodansha[BU 12]
  - Tundra Blue Ice (ツンドラブルーアイス, Tsundora burū aisu?), prépublié dans le magazine Young Magazine ; 7 volumes publiés chez Kodansha[BU 13]
- 2001 :
  - Sakuran (さくらん?), prépublié dans le magazine Evening ; 1 volume publié chez Kodansha[BU 14]
  - Baby-G (ベイビーＧ, Beibī G?), prépublié dans le magazine CUTiE ; 1 volume publié chez Asuka Shinsha[BU 15]
- 2003 :
  - Chocola et Vanilla (シュガシュガルーン, Shuga Shuga Rūn?), prépublié dans le magazine Nakayoshi et Comic Fans ; 8 volumes publiés chez Kodansha[BU 16]
- 2004 :
  - Hataraki Man (働きマン?), prépublié dans le magazine Morning ; 8 volumes publiés chez Kodansha[BU 17]
- 2005 :
  - Kantoku Fuyuki Todoki (監督不行届?), prépublié dans le magazine Feel Young ; 1 volume publié chez Shodensha[BU 18]
- 2006 : 
  - Yomiyoma (よみよま?), prépublié dans le magazine hon-nin (Ohta Publishing)[66]
- 2007 :
  - Gekkou Himejion (月光ヒメジオン?), prépublié dans le magazine Nakayoshi ; (Kodansha)[BU 19]
- 2008 :
  - Ochibi-san (オチビサン?), prépublié dans le magazine Asahi Shinbun et AERA ; 10 volumes publiés chez Asahi Shinbunsha[BU 20]
- 2013 :
  - Bikachō Shinshi Kaikoroku (鼻下長紳士回顧録?), prépublié dans le magazine Feel Young ; 2 volumes publiés chez Shodensha[BU 21]
  - The 5 Buffalo Girls (バッファロー5人娘, Baffarō 5-ri musume?) ; 1 volume publié chez Shodensha[BU 22]
- 2019 :
  - Go Happy Mania (後ハッピーマニア, Ato happīmania?), prépublié dans le magazine Feel Young (Shodensha)[BU 23]

### Artbooks
- 1998 : Happy Mania Illustration Collection (ハッピー・マニア イラスト集, Happī mania irasuto-shū?) ; 1 volume publié chez Shodensha[BU 24]
- 2009 : Tsuta to ōmu yasuno moyoko-shi-ban gashū (shōjo no tomo korekushon) (蔦と鸚鵡 安野モヨコ紙版画集 (少女の友コレクション)?)
- 2016 : Exposition Moyoco Anno : Strip! Portfolio 1996-2016 (安野モヨコ展 STRIP！ PORTFOLIO 1996－2016?)
- 2020 : Exposition Moyoco Anno : ANNORMAL (安野モヨコ展 ANNORMAL?)

### Essais
- 1999 : Bijingahō (美人画報?) (Kodansha)
- 2001 : Nikki kai teru baai jane yo (日記書いてる場合じゃねぇよ?) (PARCO Shuppan)
- 2001 : Bijingahō Hyper (美人画報ハイパー?) (Kodansha)
- 2003 : Anno Moyoco Taidan-shū Romper Room (安野モヨコ対談集 ロンパースルーム?) (Rocking On)
- 2003 : Bijingahō Wonder (美人画報ワンダー?) (Kodansha)
- 2009 : Tsuta to ōmu Anno Moyoco-shi-ban gashū (蔦と鸚鵡 安野モヨコ紙版画集?) (Jitsugyi no Nihonsha)
- 2009 : Ku īji (くいいじ?) (Bungeishunjū)

### Collectif
- 2005 : Japan (Anthology) ; 1 volume publié chez Asuka Shinsha[BU 25]
- 2015 : Mangaka Gohan Nisshi (漫画家ごはん日誌?), prépublié dans le magazine Feel Young ; 2 volumes publiés chez Shodensha[BU 26]
- 2020 : Manga - Day to Day, prépublié sur le compte Twitter du magazine Comic Days ; 2 volumes publiés chez Kodansha

### Autres
- 2001 : illustration de Lupin III dans le Lupin III magazine numéro spécial de janvier 2002[67],[68]
- 2011 : illustrations pour le premier anniversaire du magazine Aria[69]
- 2012 : illustration commémorative pour les 35 ans de la série Eroica Yori ai wo Komete de Yasuko Aoike (en)[70]
- 2013 : illustration pour le 22e anniversaire de Feel Young[71]
- 2013 : illustrations pour un jeu de karuta Ochibi-san vendu avec le tome 05[72]
- 2014 : illustration pour la pochette d'album The world! EVAngelion JAZZ night =The Tokyo III Jazz club=
- 2014 : livre pour enfants Ochibi-san no himitsu no wa rappa (オチビサンのひみつのはらっぱ?) (Kodansha)
- 2010, 2014/2015 : illustration pour un calendrier Evangelion[73]
- 2016 : 8 illustrations pour des romans[74]
- 2017 : illustration pour la pochette d'album Welcome to the stage! de Yoko Takahashi
- 2017, 2018, 2019, 2020, 2021, 2022, 2023 : illustrations pour des calendriers (ses séries)
- 2018 : illustration pochette pour la pochette d'album SHIRO'S ANI-SONGBOOK
- 2018 : carte pour la fin de l'été dans le magazine Feel Young[75]

## Filmographie en tant qu'actrice / Documentaires
- 2004 : Otakus in Love
- 2005 : Funky Forest: The First Contact (en)
- 2006 : La Submersion du Japon
- 2006 : Urbanation (Travel), Tokyo 04, épisode 12
- 2014 : Visite à Hokusai
- 2021 : Hideaki Anno: The Final Challenge of Evangelion

## Travail dans l'animation
- 2004 : film Cutie Honey, character designer
- 2005 : générique de début de Chocola et Vanilla, story-boarder
- 2006 : générique de fin 2 de Chocola et Vanilla, animatrice-clé, animatrice
- 2016 : March comes in like a lion, illustration à la fin de l'épisode 11[76]
- 2021 : Evangelion: 3.0+1.0: Thrice Upon A Time, character designer

## Travaux en tant que parolière
- 2005 : générique de début de Chocola et Vanilla (Chocolat ni Muchuu) et le générique de fin 1 (Tsuki no Mukou no Sekai)
- 2006 : générique de fin 2 de Chocola et Vanilla (Date☆Date)

## Adaptations

### Drama
- 1998 : Jerry in the Merry-Go-Round
- 1998 : Happy Mania

### Anime
- 2005-2006 : Chocola et Vanilla (studio Pierrot)
- 2006 : Hataraki Man (studio Gallop)
- 2014 : Kantoku Fuyuki Todoki (studio DLE)
- 2015 : Bikachou Shinshi Kaikoroku (studios Khara et Dwango)
- 2015 : The Diary of Ochibi (studio Khara)
- 2016 : Yoiko no Rekishi Anime: Ôki na Kabu (studio Khara)

### Jeu Vidéo
- 08/12/2005 : Sugar Sugar Rune : Heart Ga Ippai! Moegi Gakuen (シュガシュガルーン ハートがいっぱい!萌黄学園?), Gameboy Advance
- 15/12/2005 : Sugar Sugar Rune : Koi mo Oshare mo Pick-Up! (シュガシュガルーン 恋もおしゃれもピックアップ!?), Playstation 2
- 25/05/2006 : Sugar Sugar Rune : Queen Shiken Wa Dai Panic☆ (シュガシュガルーン クイーン試験は大パニック☆?), Nintendo DS

### Film
- 2006 : Sakuran

### Clip vidéo
- 2011 : Buffalo Gonin Musume, Koda Kumi, Mika Ninagawa à la réalisation (basé sur le manga Buffalo Girls)[77]

## Récompenses
- 2005 : Lauréate du 29e Prix du manga Kōdansha, dans la catégorie pour enfant, pour Chocola et Vanilla
- 2020 : Lauréate du 23e Prix Japan Media Arts Festival, dans la catégorie manga, prix Excellence pour Bikachou Shinshi Kaikoroku
- 2022 : Prix CREA Late Night Manga, dans le top 10 des meilleures ventes e-books (7e place), pour Go Happy Mania[78]

## Sources